# Huehuetlán
Huehuetlán är en kommun i Mexiko.   Den ligger i delstaten San Luis Potosí, i den centrala delen av landet, 230 km norr om huvudstaden Mexico City. Antalet invånare är 14 768. Arean är 67 kvadratkilometer.
Terrängen i Huehuetlán är varierad.
Följande samhällen finns i Huehuetlán:
- Tandzumadz
- Tantocoy Uno
- Jilim Tantocoy Tres
- Tzinejá Uno
- Tanleab Uno
- La Escalera
- Cruz Blanca
- Tatacuatla
- Los Pinos
- Alaquich
- Tacabtaj
- Barrio Francisco Villa